# Lago Seehamer
El lago Seehamer (en alemán: Seehamersee) es un lago situado en la región administrativa de Alta Baviera, en el estado de Baviera (Alemania), a una elevación de 653 metros; tiene un área de 147 hectáreas. 